# The Signal Tower
The Signal Tower is een Amerikaanse dramafilm uit 1924 onder regie van Clarence Brown. Destijds werd de film in Nederland uitgebracht onder de titel De wisselwachter.

## Verhaal
De spoorwegarbeider Joe Standish aanvaardt het aanbod van de wisselwachter Dave Taylor om bij hem in te trekken. Hij laat zijn oog vallen op de vrouw van zijn gastheer. Als Dave op een nacht wordt opgeroepen om een ontspoorde trein te herbergen, gaat Joe achter zijn vrouw aan.

## Rolverdeling
| Acteur               | Personage     |
| -------------------- | ------------- |
| Virginia Valli       | Sally Taylor  |
| Rockliffe Fellowes   | Dave Taylor   |
| Frankie Darro        | Sonny Taylor  |
| Wallace Beery        | Joe Standish  |
| James O. Barrows     | Bill          |
| J. Farrell MacDonald | Pete          |
| Dot Farley           | Gertie        |
| Clarence Brown       | Wisselwachter |